# 용골자리 EV
용골자리 EV는 용골자리에 존재하는 분광형 M4Ia의 적색초거성 맥동 변광성이다. 이 별은 겉보기 등급이 가시광선 대역에서 7.4~9.0 사이로 변하는 준규칙 변광성으로, 쌍안경이나 망원경으로만 볼 수 있다. 다양한 주기가 확인되었지만 주요 주기는 약 347일이다. M4.5Ia형의 MK 분광형 표준별이다.

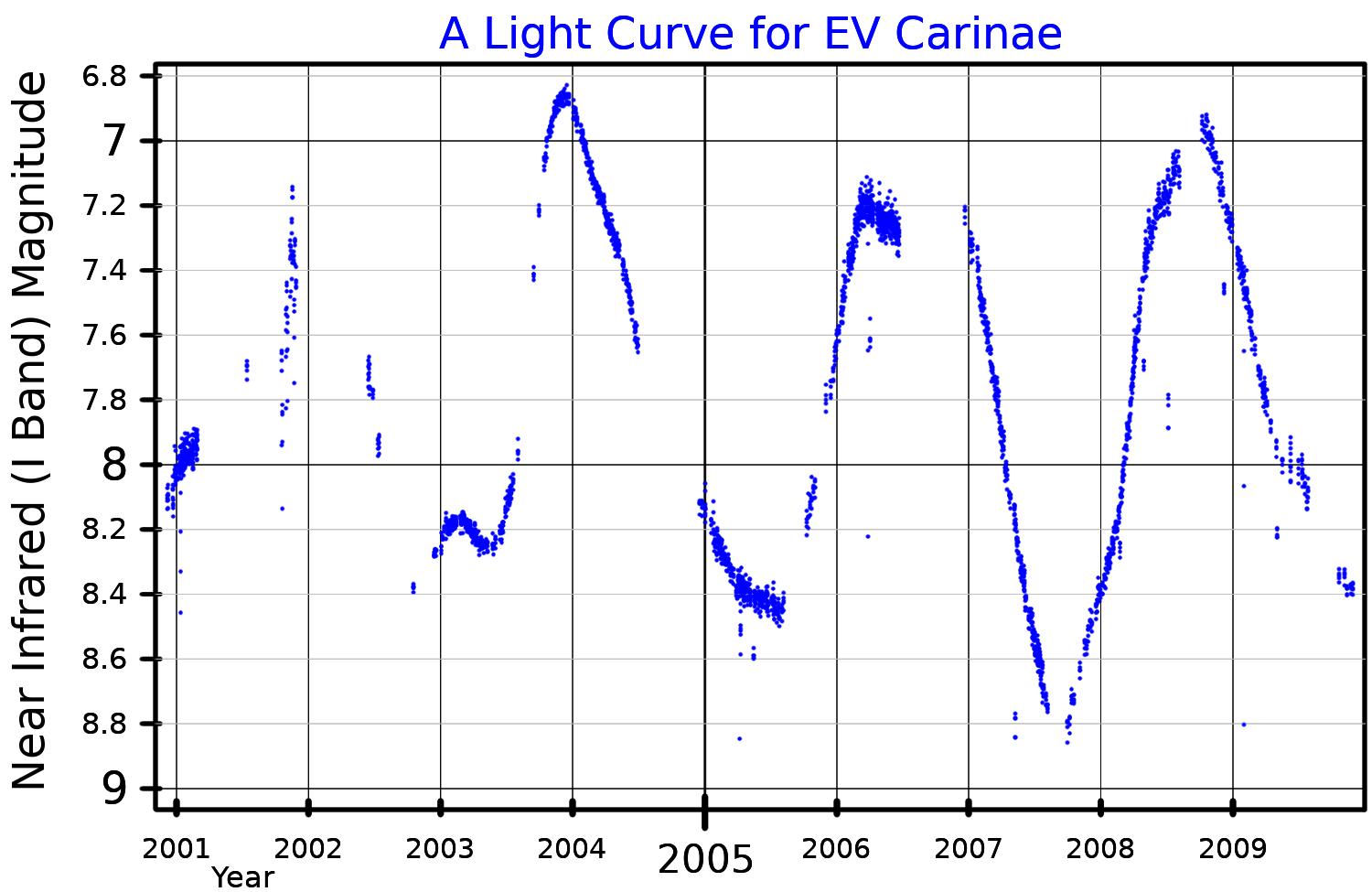
ASAS 데이터에 기반한 용골자리 EV의 I 밴드(근적외선) 광도곡선

용골자리 EV는 그 특성이 거리에 따라 다르지만 알려진 가장 반지름이 큰 별 중 하나다. 20세기 후반, 추정 거리 4.2kpc를 기준으로 용골자리 EV는 태양(L☉)의 약 550,000~675,000배에 달하는 드문 광도를 지닌 매우 밝고 큰 초거성인 것으로 밝혀졌었다. 이는 2,930 K의 온도에서 반경이 태양 반경(R☉)의 약 2,880~3,190배에 달해 토성의 궤도보다 크다는 것을 의미한다.
최근에는 거리에 대한 새로운 계산을 통해 3kpc 미만의 더 가까운 거리가 도출되었으며 이는 용골자리 OB2 성협의 용골자리 EV 부분을 용골자리 성운을 따라 위치하게 하고 별의 광도가 300,000 L☉ 미만으로 낮아지고 온도가 높아져 이에 따라 반경 값이 낮아지게 된다. 0.7759±0.1098 mas의 Gaia Data Release 2 시차를 기반으로 한 복사광도 계산은 반경 574 R☉에 50,000 L☉ 미만의 광도를 제공하지만 해당 값은 매우 높은 수준의 천문 소음으로 인해 신뢰할 수 없는 것으로 간주된다.